# 1911 في المملكة المتحدة
فيما يلي قوائم الأحداث التي وقعت خلال عام 1911 في المملكة المتحدة.

## أحداث
- 3 يناير – حصار شارع سيدني

## سياسة

### تعيين في المنصب
- 1 يناير – أندرو بونار لو زعيم حزب المحافظين (المملكة المتحدة)،زعيم معارضة.

### انتهاء فترة المنصب
- 24 أكتوبر – ونستون تشرشل وزير الدولة للشؤون الداخلية [الإنجليزية]‏.
- 13 نوفمبر – آرثر جيمس بلفور زعيم حزب المحافظين (المملكة المتحدة).

## رياضة
- 1 يناير – بطولة ويمبلدون 1911

## مواليد

### يناير
- 1 يناير – جيمس روبرتسون نفساني من المملكة المتحدة.
- 1 يناير – يان بفنغتون جيليت عالم نبات بريطاني.
- 13 يناير – فريدا جيمس لاعبة كرة مضرب من المملكة المتحدة.
- 14 يناير – إدوارد جورج بوين فيزيائي من المملكة المتحدة.
- 29 يناير – روي يوحنا لاعب كرة قدم بريطاني.

### فبراير
- 23 فبراير – ألفريد فيليكس لندن بيستون أمين مكتبة من المملكة المتحدة.
- 25 فبراير – دون ويلش لاعب ومدرب كرة قدم إنجليزي.

### مارس
- 1 مارس – هاري غولومبيك
- 16 مارس – بوب فوستر متسابق دراجات نارية من المملكة المتحدة.
- 23 مارس – موريس كان متسابق دراجات نارية من المملكة المتحدة.
- 26 مارس – جون لانجشو أوستن
- 30 مارس – ليه ميلر لاعب كرة قدم إنجليزي.

### أبريل
- 3 أبريل – مايكل وودرف جراح من المملكة المتحدة.
- 13 أبريل – إيريك أوليفر متسابق دراجات نارية من المملكة المتحدة.

### مايو
- 14 مايو – تشارلي ووكر لاعب كرة قدم إنجليزي.
- 23 مايو – بيتي ناتال لاعبة كرة مضرب من المملكة المتحدة.
- 24 مايو – باربارا ويست

### يونيو
- 10 يونيو – تيرنس راتيغان
- 12 يونيو – تشارلز كينغ درّاج طريق من المملكة المتحدة.
- 23 يونيو – ديفيد أوجلفي
- 26 يونيو – فريدريك وليامز

### يوليو
- 2 يوليو – ريج بارنيل سائق فورمولا 1 من المملكة المتحدة.

### أغسطس
- 29 أغسطس – جون تشارنلي جراح من المملكة المتحدة.

### سبتمبر
- 2 سبتمبر – جاك بيترسن
- 7 سبتمبر – نيك كولينز لاعب كرة قدم من المملكة المتحدة.
- 14 سبتمبر – ليسلي غراهام متسابق دراجات نارية من المملكة المتحدة.
- 19 سبتمبر – ويليام غولدنغ

### أكتوبر
- 6 أكتوبر – روبرت تشارلز بارنيبي
- 6 أكتوبر – ريموند فرنسيس ممثل من المملكة المتحدة.
- 10 أكتوبر – كلير هولينجورث صحفية بريطانية.

### ديسمبر
- 23 ديسمبر – نيلس يرني
- 27 ديسمبر – أنا رسل

## وفيات

### يناير
- 1 يناير – ماري ليبودي (مواليد 1847)
- 17 يناير – فرانسيس غالتون (مواليد 1822)

### مايو
- 29 مايو – ويليام إشونك جلبرت (مواليد 1836)

### أكتوبر
- 4 أكتوبر – جوزيف بيل (مواليد 1837)

### ديسمبر
- 2 ديسمبر – جورج ديفيدسون (مواليد 1825)
- 10 ديسمبر – جوزيف دالتون هوكر (مواليد 1817) عالم نبات بريطاني.
- 20 ديسمبر – وليام ماكجريجور (مواليد 1846) رجل أعمال من المملكة المتحدة.